# Fevereiros
Fevereiros é um filme documentário brasileiro de 2017. A partir do vitorioso carnaval da Mangueira em homenagem a Maria Bethânia, o filme percorre uma viagem entre Rio e Bahia, acompanhando a cantora no universo familiar, festivo e religioso que inspirou o enredo. É o segundo longa-metragem dirigido por Marcio Debellian e teve direção de fotografia de Miguel Vassy e Pedro von Krüger.

## Sinopse
A Mangueira foi campeã do carnaval 2016 com uma homenagem a Maria Bethânia, escolhendo como recorte principal a peculiar religiosidade da cantora, que é devota do catolicismo e do candomblé.
O filme acompanhou a construção deste carnaval – desde os desenhos das primeiras alegorias aos desfiles na avenida – e viajou com Maria Bethânia para o Recôncavo baiano, participando de seu ambiente familiar, religioso e das festas da sua cidade natal, Santo Amaro da Purificação, conhecendo o universo que inspirou o enredo.
Ao transitar pelo Recôncavo baiano e o carnaval da Mangueira, o filme estabelece pontes entre o Rio de Janeiro e a Bahia, apresentando questões históricas como o surgimento do samba, tolerância religiosa e racismo.

## Elenco
- Maria Bethânia
- Caetano Veloso
- Chico Buarque
- Leandro Vieira
- Luiz Antonio Simas
- Mabel Velloso
- Squel Jorgea

## Recepção
O filme foi bem recebido pelo público e pela crítica, sendo o documentário mais visto em cinemas brasileiros em 2019, com mais de 18 mil espectadores.
As críticas exaltam o ritmo do filme, ditado pelo contraponto entre imagem e música. Vinícius Volcof, do Cinema com Rapadura, afirma que "fotografias impecáveis e a intercalação de cenas de arquivo e outras mais recentes – e também certo estilismo visual, produzido pelo uso de câmeras analógicas – fazem com o documentário também seja um deleite visual". Naief Haddad, da Folha de S.Paulo, deu 4 de 5 estrelas para o filme e destaca que "não há verborragia. Os depoimentos da cantora e os comentários de familiares e amigos são surpreendentes, alguns emocionantes. Mas este não é um documentário apoiado na fala, e sim nas imagens embaladas pela música.".
Mauro Ferreira, do G1, deu nota máxima e pontua: "Ao longo desse desfile de signos e símbolos religiosos, Fevereiros cumpre até a função de um filme político em novos tempos de intolerância religiosa. Mas o combate à intolerância é feito com o olhar afetuoso que lança sobre o samba e os cultos afro-brasileiros." O cineasta Eduardo Escorel, que filmou um dos primeiros filmes sobre Maria Bethânia ainda nos anos 60, resume: “Fevereiros é um bálsamo – propicia alívio imediato”.

## Principais prêmios
| Ano  | Premiação                                         | Categoria                   | Resultado               |
| ---- | ------------------------------------------------- | --------------------------- | ----------------------- |
| 2018 | In-Edit Brasil                                    | Melhor Filme Brasileiro     | Venceu                  |
| 2018 | 36º Festival Internacional do Uruguai             | Competitiva Íbero-americana | Menção especial do júri |
| 2019 | MUVI - Festival Internacional de Música no Cinema | Competitiva Internacional   | Menção especial do júri |